# Dahu (Miaoli)
Dahu (chinesisch 大湖鄉, Pinyin Dàhú Xiāng) ist eine Landgemeinde (鄉,  Xiāng) im Landkreis Miaoli in der Republik China (Taiwan).

## Lage
Dahu liegt im Süden des Landkreises Miaoli in einer Übergangszone von den westlichen Ebenen zum Schneegebirge (Xueshan-Gebirge) Zentraltaiwans. Die nördliche Begrenzung wird vom Fluss Houlong oder Houlongxi (後龍溪,  Hòulóng Xī) und die südwestliche Begrenzung vom langgestreckten Liyutan-Stausee (鯉魚潭水庫) gebildet. Der größte Teil Dahus bildet mit dem Dorf Nansan aus der nördlich angrenzenden Gemeinde Shitan ein von Bergen umgebenes Becken, das Dahu-Becken (大湖盆地,  Dàhú péndì). Dieses Becken wird von verschiedenen Bergketten gesäumt (Baguali-Berge – 八卦力山脈, Malabang-Berge – 馬拉邦山脈, Bajiaodong-Berge – 八角棟山脈, Guandaoshan-Berge – 關刀山山脈). Von dem Eindruck eines „großen Sees“ in einem von Bergen gesäumten Kessel soll der Ortsname Dahu (wörtl. „großer See“) herrühren. Höchste Erhebung ist der 1007 m hohe Fanshuishan (反水山 ).
Die angrenzenden Gemeinden sind Zhuolan im Süden, Tai’an im Osten, Shitan und Gongguan im Norden, sowie Tongluo und Sanyi im Westen.

## Geschichte
Vor der Ankunft han-chinesischer Siedler im 18. Jahrhundert war die Gegend von Angehörigen des Atayal-Volkes besiedelt. Ältere austronesische Ortsnamen sind Ma Ao (馬凹) oder Bagalagya (巴價拉崎). Schon zur Qing-Zeit wurde Dahu zu einem wichtigen Vorposten der chinesischen Besiedlung und Herrschaft. Zur Zeit der japanischen Herrschaft (1895–1945) wurde hier das Dorf Dahu (大湖庄,  Dàhú zhuāng) eingerichtet, das nach Übernahme Taiwans durch die Republik China eine Landgemeinde (鄉,  Xiāng) wurde, anfänglich im Landkreis Hsinchu und ab 1950 im neu eingerichteten Landkreis Miaoli.

## Bevölkerung
Die Mehrheit der Bewohner (80 bis 90 %) gehört der Hakka-Volksgruppe an. Angehörige indigener Völker machen einen Anteil von etwa 1,2 % aus (Ende 2019 174 Personen).
| Gliederung Dahus |
|                  |

## Verwaltungsgliederung
Dahu ist in 12 Dörfer (村,  Cūn) untergliedert:
1 Dahu  (大湖村)

2 Minghu  (明湖村)

3 Fuxing  (富興村)

4 Jinghu  (靜湖村)

5 Danan  (大南村)

6 Dongxing  (東興村)

7 Daliao  (大寮村)

8 Nanhu  (南湖村)

9 Yihe  (義和村)

10 Wurong  (武榮村)

11 Lilin  (栗林村)

12 Xinkai  (新開村)

## Landwirtschaft

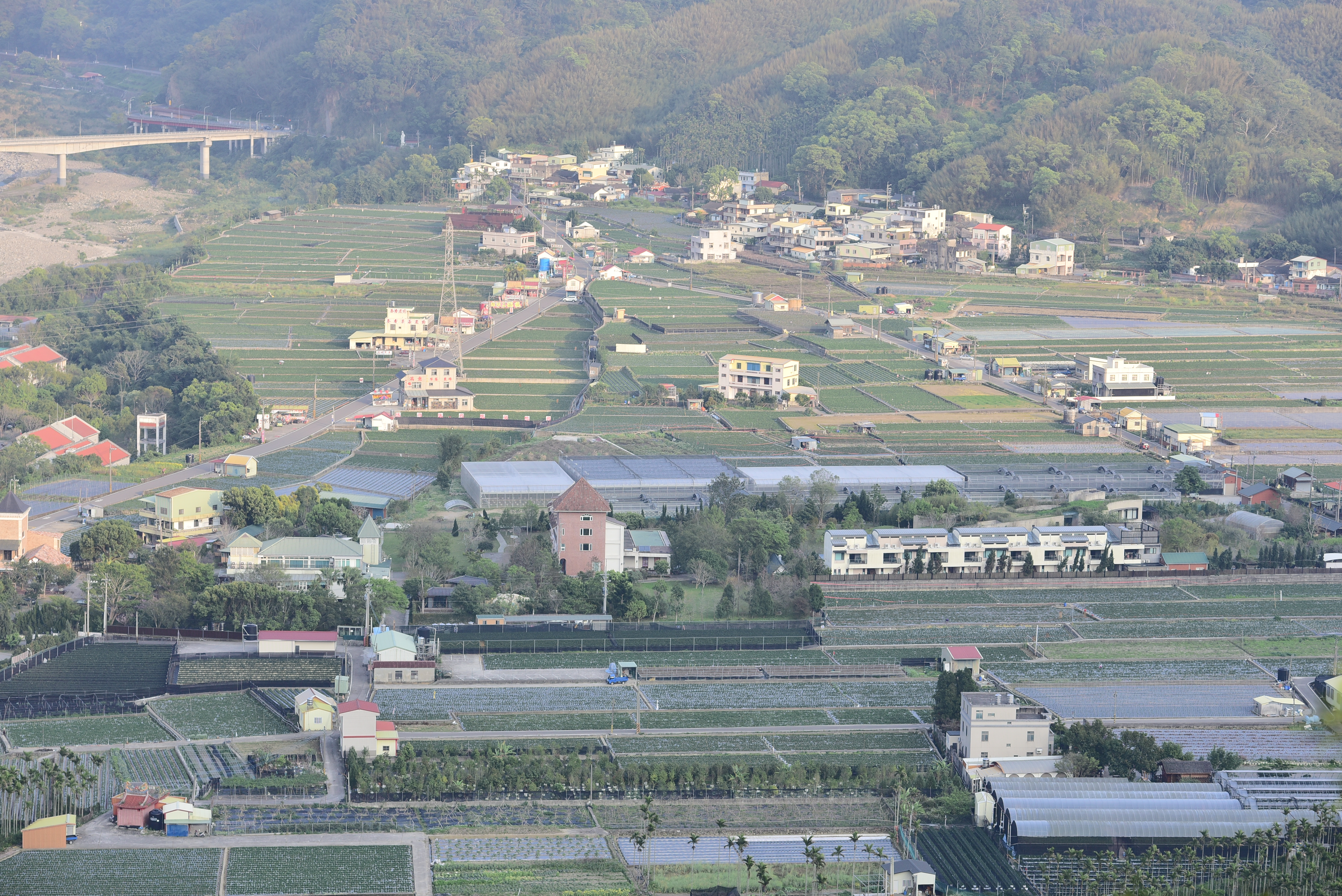
Erdbeerfarmen in Dahu

In früheren Zeiten wurde überwiegend Reis angebaut. Dies hat sich in neuerer Zeit in Richtung von Spezial-, vor allem Obstkulturen geändert. Dahu ist das Zentrum der Erdbeerproduktion in Taiwan (Erntezeit November bis April). Weitere Produkte (mit Erntezeiten) sind Zitrusfrüchte (Oktober bis Februar), Birnen (Juli bis Oktober), Kaki (September bis Dezember), Chinesische Jujuben, Pfirsiche (April bis Juni), Pflaumen (April bis Juni), Zuckermais, Tee (April bis November), Ingwer (Oktober bis Dezember) und Bambussprossen. Größere Industriebetriebe gibt es in Dahu nicht, lediglich kleine und mittlere Betriebe für Landwirtschafts- und Forstprodukte, Seidenweberei, Keramik, Lebensmittelverarbeitung, Metallverarbeitung, und andere.

## Verkehr
Die mit Abstand wichtigste Verkehrsverbindung ist die Provinzstraße 3, die Dahu im westlichen Abschnitt in Nord-Süd-Richtung durchquert und dabei in Richtung des Liyutan-Stausees verläuft. Im Dorf Lilin zweigt die Kreisstraße 130 ab, die ins westlich gelegene Sanyi führt.

## Tourismus
Sehenswert ist in erster Linie die Natur. Im Dorf Daliao gibt es den Dawo-Öko-Park (大窩生態園區 ) in dem neben der Fauna und Flora auch die örtliche Hakka-Kultur präsentiert wird. Im April und Mai werden Touristen durch die hier zu beobachtenden Glühwürmchenschwärme angelockt. Im Ortsteil Fuxing befindet sich das zentrale Besucher- und Verwaltungszentrum (Wenshui-Besuchszentrum 汶水遊客中心, ) des weiter östlich gelegenen Shei-Pa-Nationalparks.

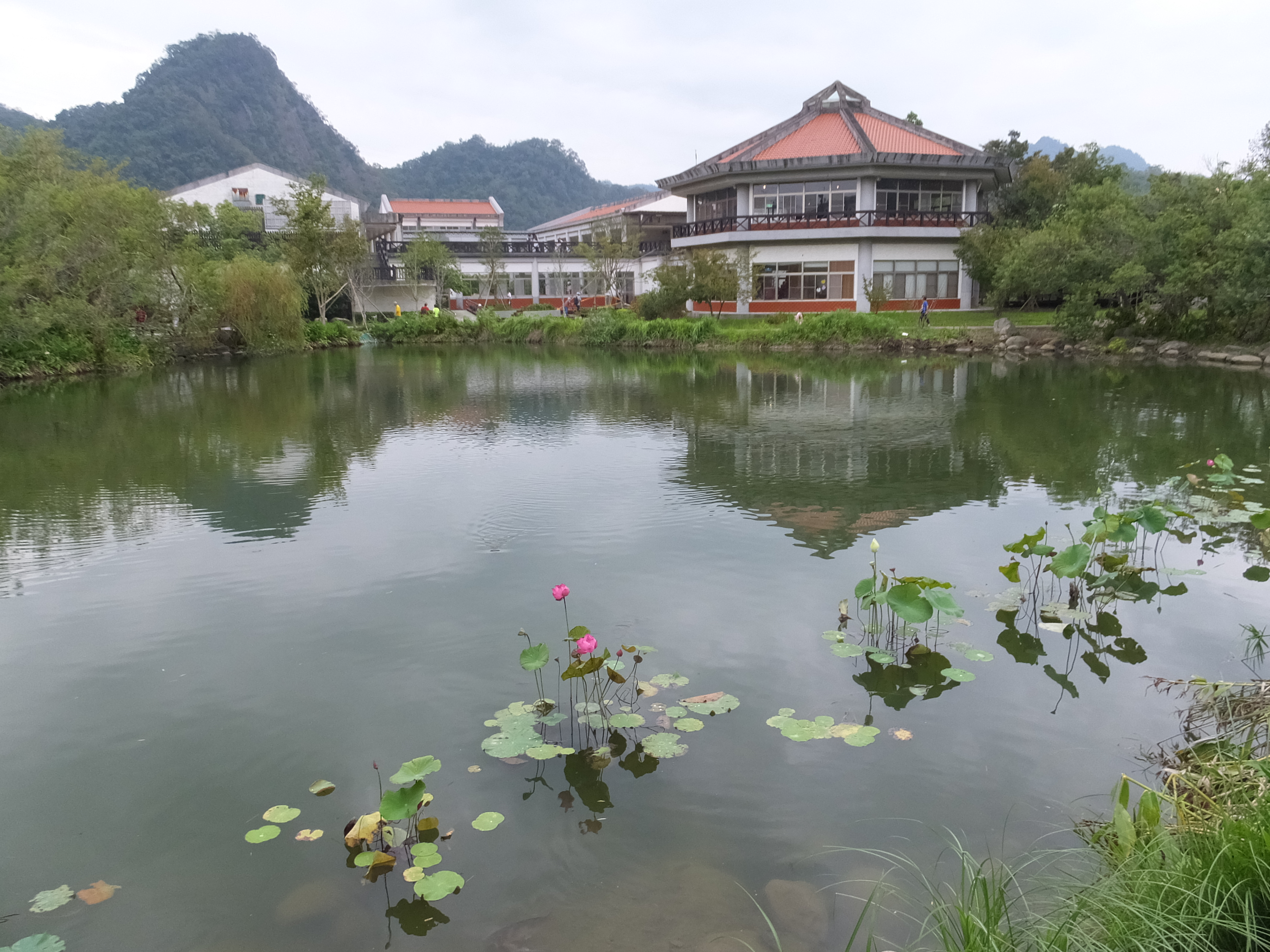
Wenshui-Besuchszentrum
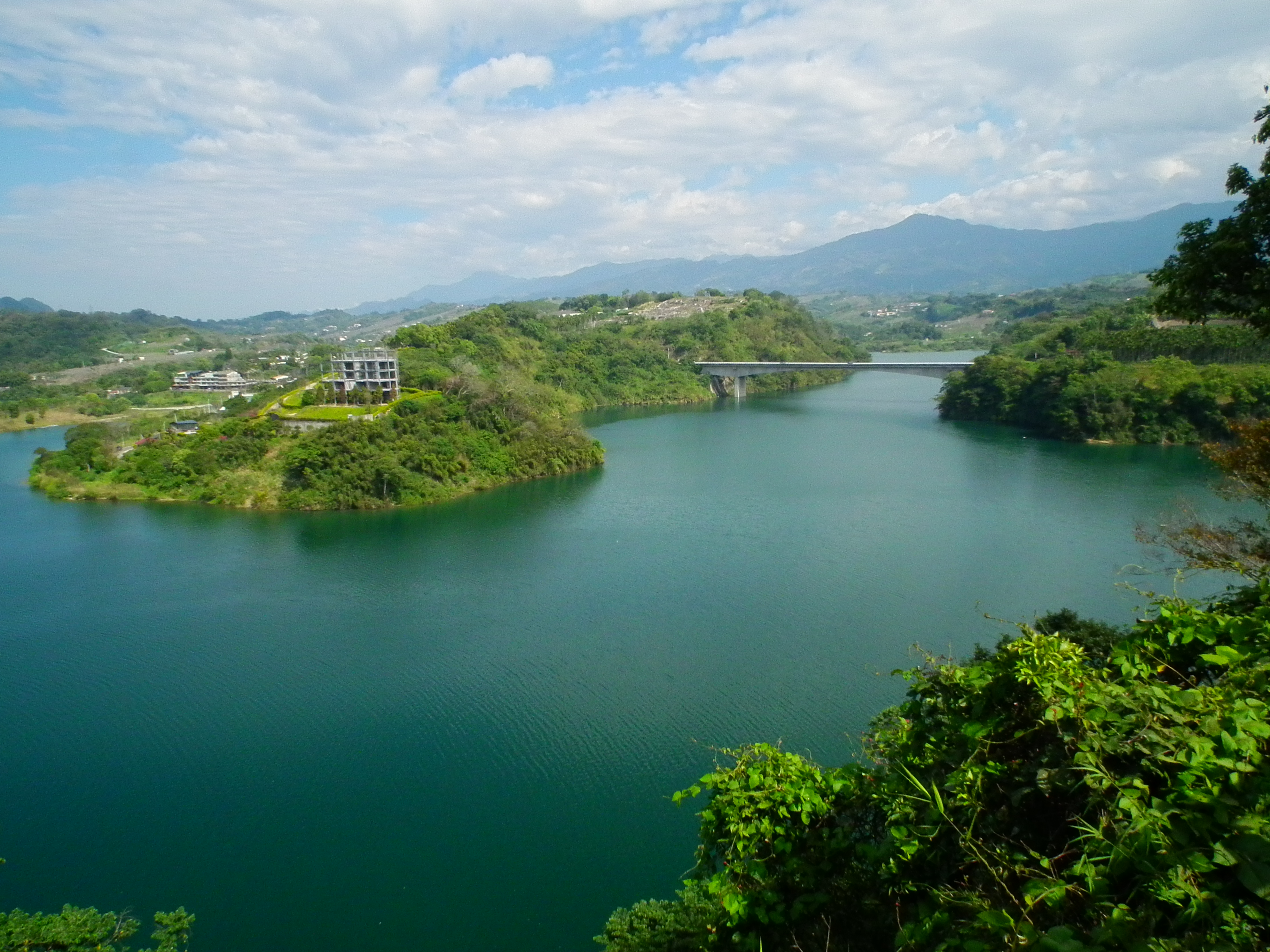
Liyutan-Stausee mit Jingshan-Brücke (景山橋)